# Куберганя
Куберганя (рос. Куберганя) — село Абийського улусу, Республіки Саха Росії. Входить до складу Майорського національного наслегу.
Населення — 490 осіб (2015 рік).
Село засноване 1931 року.